# William Goosak
William Goosak (ursprünglich eher Ilja Gusak, Илья Гусак, oder Uiljam Gusak, Уильям Гусак) war ein russischer Pelzhändler, der im Jahr 1908 Vorläufer des Siberian Husky aus Sibirien nach Alaska brachte, wo die Zucht dieser Schlittenhunderasse später von Leonhard Seppala begründet wurde.

## Pelzhändler
Goosak transportierte als Händler Felle über weite Strecken. Hierfür benutzte er Schlittenhunde aus dem sibirischen Raum. Die Hunde aus Goosaks Hundeschlittengespann stammten von unterschiedlichen sibirischen Volksstämmen, die in Nord-Ost-Sibirien seit dem Altertum Hunde als Zugtiere, für die Jagd und als Hütehunde züchteten. Dazu gehörten beispielsweise die Hunde der Tschuktschen (Tschukotskaja Jesdowaja), Kamtschadalen, der Jukagiren (Jakutischer Laika) und Koryaken.
Zu dieser Zeit wurden in Alaska große, langbeinige und starke Zughunde, Vorläufer des Alaskan Malamute, im Transportgeschäft eingesetzt. Im Gegensatz hierzu wirkten Goosaks Hunde aus Sibirien zierlich und Goosak wurde belächelt und seine Hunde abfällig als „Ratten“ bezeichnet.
Spätestens im Jahr 1908 kam Goosak erstmals nach Alaska. Der Goldrausch im Gebiet zwischen Sitka, Nome, Klondike River, Fairbanks und Iditarod hatte Glückssucher aus aller Welt angelockt und machte den Transport von Waren, Material und Menschen mit Hilfe von Schlittenhunden erforderlich. Die Frachtbeförderung war durch die Gegebenheiten im hohen Norden ein Problem, das in den langen Wintern nur durch Hundegespanne gelöst werden konnte. An diese Hunde wurden harte Anforderungen gestellt. Goosak wusste, dass Hunde aus der Anadyr-Region bis zu 9 Meilen in der Stunde für durchgehend elf Stunden laufen konnten.

## Erfolg beim SchlittenhunderennenAll Alaska Sweepstakes
Im Jahr 1908 fand in Nome erstmals das Schlittenhunderennen All Alaska Sweepstakes statt, das sich aus kleineren örtlichen Rennen entwickelt hatte. Es ging über 408 Meilen (657 km) von Nome nach Candle und zurück. Für das Rennen im Jahr 1909 meldete  auch Goosak ein Gespann an. Er holte dazu nochmals Hunde aus dem ihm bekannten Gebiet. Goosaks Hunde belegten unter der Führung von Louis Thurstrop bei diesem anspruchsvollen Rennen Rang drei, was ihm Berühmtheit einbrachte. Seine kleinen und leichten Schlittenhunde hatten sich als leistungsfähig erwiesen; in den späteren Jahren dominierten Hunde dieses Typs das Rennen.
Die Drittplatzierung brachte Goosak keinen finanziellen Gewinn. Er musste Hunde verkaufen, um zurück nach Russland reisen zu können. Die verkauften Tiere bildeten ab 1910 den Grundstock für die Zucht des Siberian Husky durch Leonard Seppala, einen aus Norwegen stammenden Goldsucher und Musher.